# Jarm
Jarm, (en tayiko: Ғарм) es una localidad y distrito en el Valle de Rasht, en la Región bajo subordinación republicana, en  Tayikistán  central. Se halla a 1378 metros sobre el nivel del mar. Tiene unos 11083 habitantes. El pueblo se halla a orillas del río Surjob.
Jarm también era el nombre de provincia en Tayikistán de 1920 a 1955. 
Durante la década de los 20 del  siglo XX Jarm fue un centro de los Basmachi, la resistencia antisoviética en Asia central. En la década de los cincuenta del siglo XX el gobierno soviético obligó a trasladar gran parte de la población de Jarm al oeste de Tayikistán.
En la ciudad se encuentra una oficina del PNUD que ayuda a la reconstrucción y desarrollo de la zona tras la destrucción producida durante la guerra civil.